# بول لودفيغ تروست

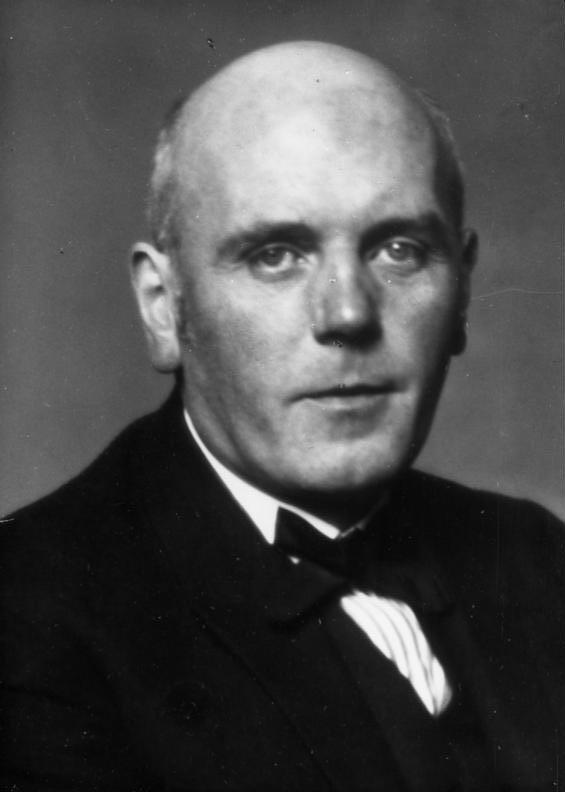
تروست في عام 1930

بول لودفيغ تروست (17 أغسطس 1878 - 21 يناير 1934)،   كان مهندسًا ألمانيًا. كان باني أدولف هتلر المفضل منذ عام 1930، وقد أثرت تصميماته الكلاسيكية الجديدة في ميونيخ على أسلوب العمارة النازية.

## الحياة

### وظيفة مبكرة
ولد تروست في كولدورف في إلبرفيلد، ودرس في الكلية التقنية في دارمشتات، وعمل لدى مارتين دولفير في ميونيخ. افتتح مكتبه المعماري الخاص في حوالي عام 1904 وأصبح عضواً في جمعية Deutscher Werkbund الحديثة. صمم تروست العديد من الغرف في قصر سيسيلينهوف في بوتسدام. تصمم ديكور باخرة لشركة نورث جيرمن لويد للملاحة قبل الحرب العالمية الأولى. جمع بين نمط التقاليد الأسبرطية وعناصر الحداثة.

### هتلر
التقى تروست وهتلر لأول مرة في عام 1930، من خلال وكالة الناشر النازي هوغو بروكمان وزوجته إلسا. على الرغم من أنه، قبل عام 1933، لم يكن ينتمي إلى المجموعة الرائدة من المهندسين المعماريين الألمان، أصبح تروست المهندس المعماري الأول لهتلر الذي أصبح أسلوبه الكلاسيكي الجديد لفترة من الزمن هو العمارة الرسمية للرايخ الثالث. خطط وصمم مباني الدولة الألمانية في جميع أنحاء ألمانيا.

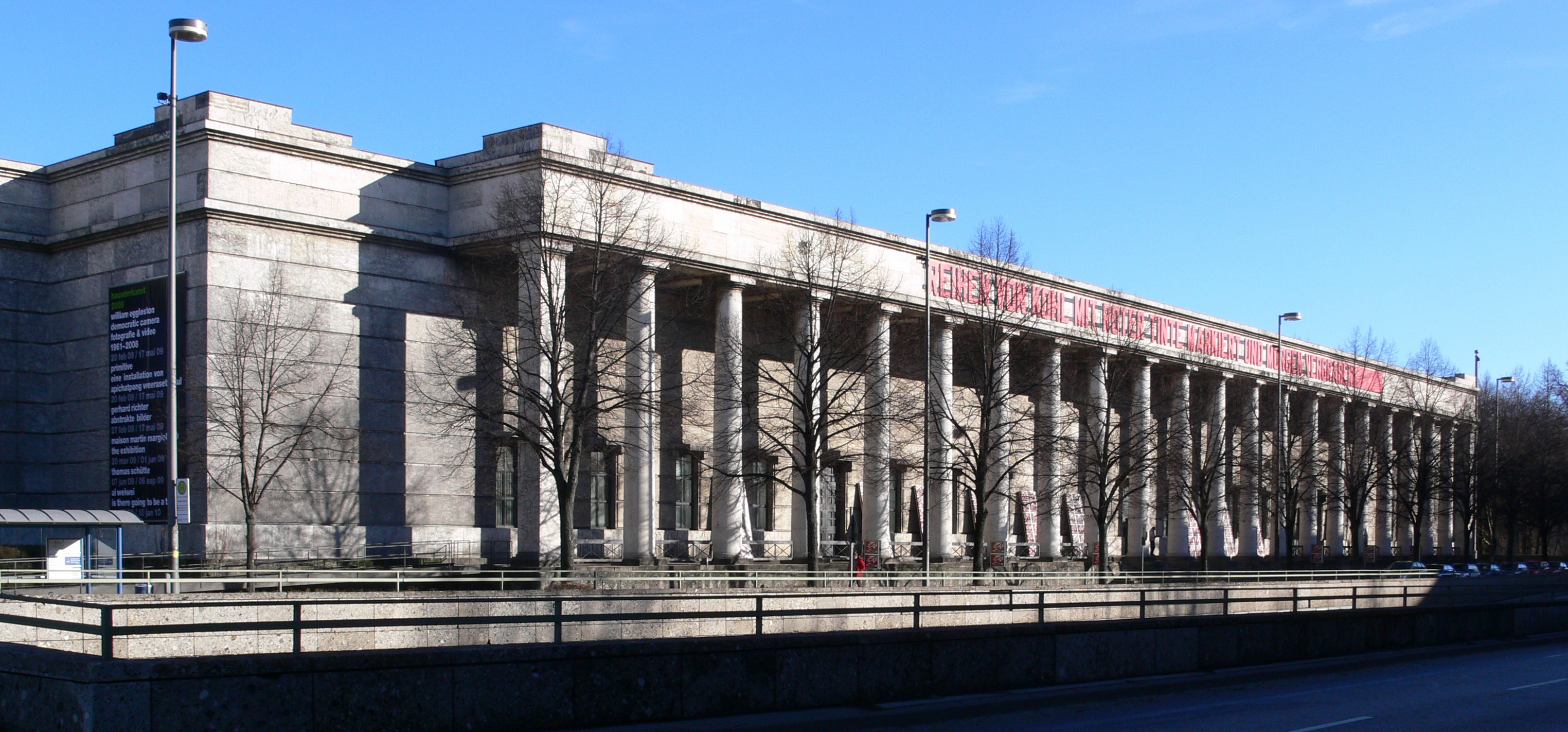
هاوس دير كونست في عام 2009

## روابط خارجية
- Newspaper clippings about Paul Troost